# Політотділ (Давлекановський район)
Політотді́л (рос. Политотдел, башк. Политотдел) — село у складі Давлекановського району Башкортостану, Росія. Входить до складу Шестаєвської сільської ради.
Населення — 191 особа (2010; 210 в 2002).
Національний склад:
- росіяни — 56 %